# R. A. the Rugged Man

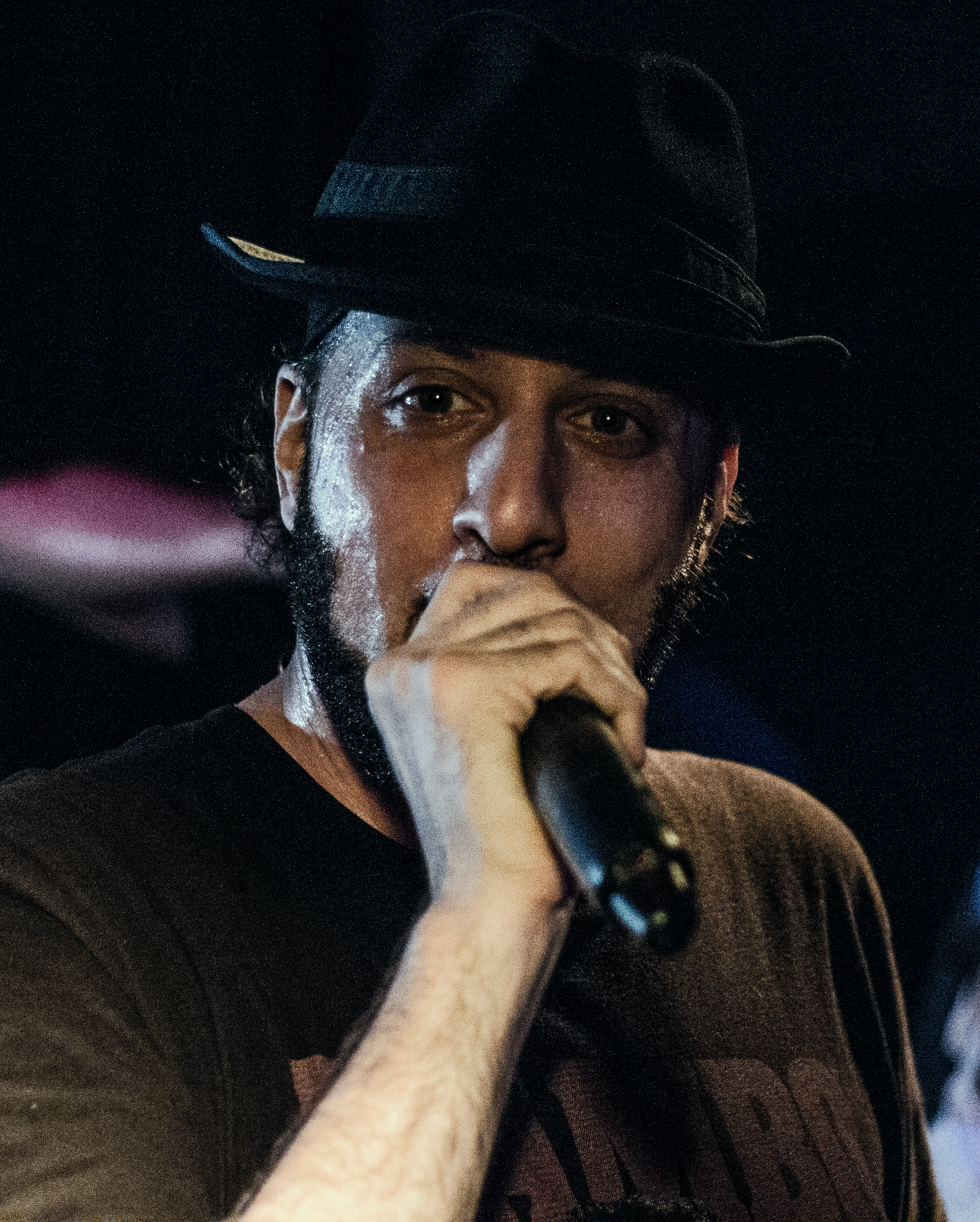
R. A. the Rugged Man (2017)

R. A. the Rugged Man (geboren in Suffolk County, New York als R. A. Thorburn), oder auch kurz R. A., ist ein US-amerikanischer Rapper.

## Lebenslauf
R. A. ist mütterlicherseits deutscher Abstammung, er verbrachte in seiner Kindheit viel Zeit in Siegelsbach. Im Alter von 12 Jahren begann er seine Karriere und unterschrieb mit 18 seinen Vertrag bei dem Major Label Jive Records unter dem Pseudonym Crustified Dibbs. Das für Jive Records produzierte Album Night of the Bloody Apes wurde nie offiziell veröffentlicht. Aufgrund seines zum Teil gewaltsamen und schockierenden Verhaltens gegenüber den Fans und der gesamten Musikindustrie wurde er in den 90ern von allen Labels und A&Rs gemieden und geradezu verbannt.
Dennoch genießt R. A. ein hohes Ansehen und Respekt nicht nur bei den Fans, sondern auch bei Künstlern, mit denen er zusammenarbeitete, u. a. The Notorious B.I.G., Mobb Deep, Tragedy Khadafi, Wu-Tang Clan, Jedi Mind Tricks, Agallah, Sadat X, Prince Paul, Company Flow wie auch mit den Produzenten The Alchemist, Erick Sermon, J-Zone, Stoupe the Enemy Of Mankind, DJ Quik.
R. A. erschien auf allen drei Rawkus Soundbombing-Alben und mehreren Maxi-Singles. Erst 2004 veröffentlichte R. A. sein lang erwartetes Debütalbum Die, Rugged Man, Die beim Indie-Label Nature Sounds.
Großes Aufsehen erregte sein Songtext für Uncommon Valor: A Vietnam Story für die Gruppe Jedi Mind Tricks. Er erzählt die Geschichte seines Vaters, des Staff Sergeants John A. Thorburn, der im Vietnamkrieg kämpfte und dort durch das chemische Entlaubungsmittel Agent Orange des US-Militärs schwer geschädigt wurde. Der schockierende Text über die Gefechtserlebnisse und das spätere zerstörte Leben des US-Soldaten und dessen behindert geborenen Kindern, ausgedrückt in einem 40 Zeilen langen Rap-Song, wurden sogar im US-Magazin Source abgedruckt.

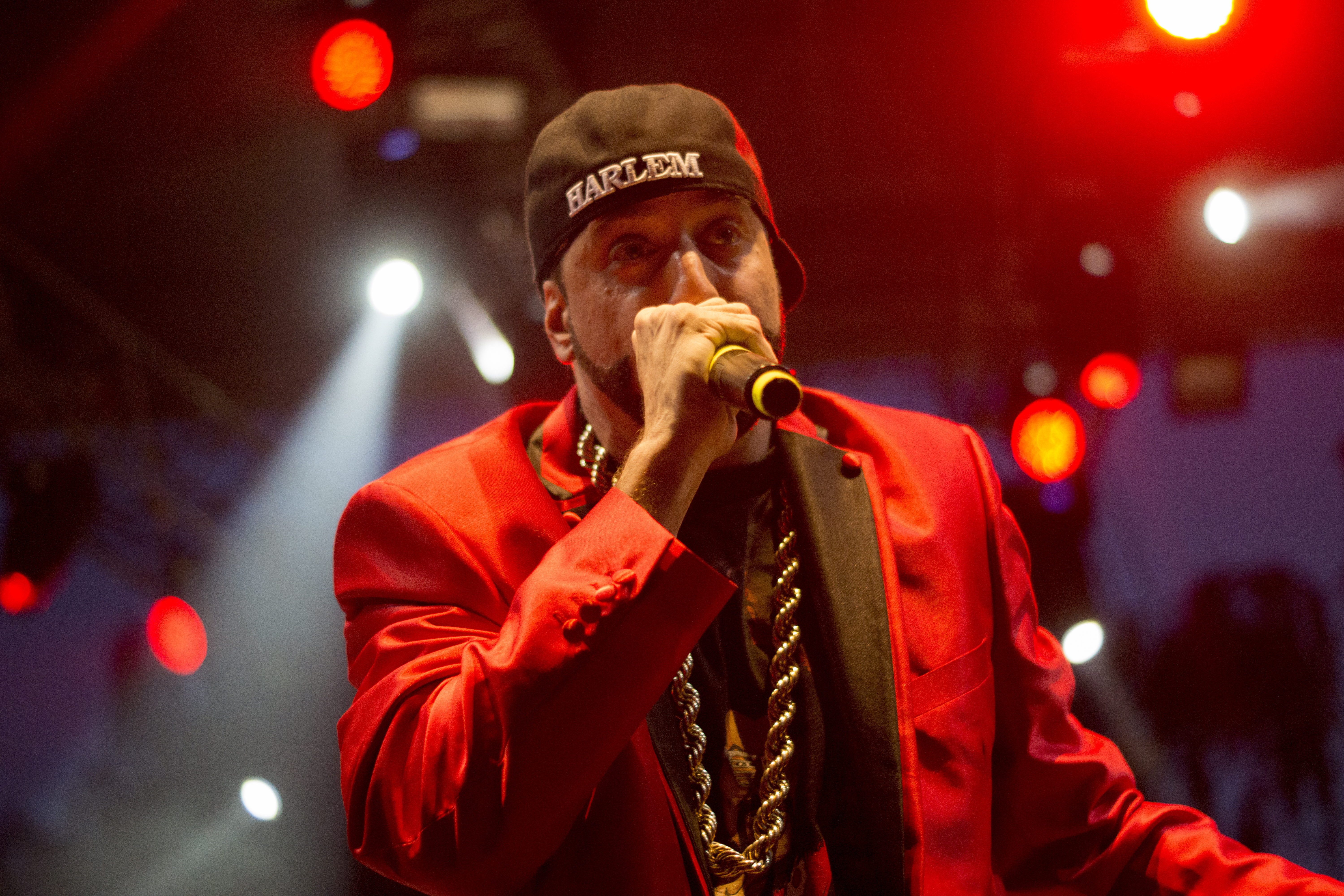
R. A. the Rugged Man auf dem Hip Hop Kemp 2013

Im Mai 2013 veröffentlichte R. A. sein zweites offizielles Album Legends Never Die, mit Features unter anderem von Talib Kweli, Eamon und Tech N9ne.
Im Jahr 2016 war R. A. auf dem Mixtape „Essahdamus“ des deutschen Rappers Kool Savas auf dem Lied „Wahre Liebe“ zusammen mit Samy Deluxe vertreten, der ein großer Fan von R. A. ist. Das besondere an seinem Part war, dass R. A. seinen Text bilingual zur Hälfte auf Deutsch, zur Hälfte auf Englisch rappte.

## Sonstige Engagements
Auch als Film- und Kino-Fachmann ist er bekannt und schreibt für das US-Trend-Magazin Mass Appeal eine monatliche Kolumne sowie mehrere Artikel in Zeitschriften wie The Source, Vibe oder Complex. Im Rahmen eines Interviews mit dem US-Schauspieler Chuck Norris ließ er sich von ihm schlagen und mit einem Schulterwurf auf den Boden befördern.
Ebenso schrieb R. A. drei Drehbücher in Zusammenarbeit mit dem Regisseur Frank Henenlotter: Sick in the Head, Love Is Hell und Bad Biology; letzteres wurde 2008 als Film realisiert.

## Diskografie
Soloalben 
- 2004 Die Rugged Man Die
- 2013 Legends Never Die
- 2020 All My Heroes Are Dead

Kollaborationen
- 1994 Night of the Bloody Apes (als Crustified Dibbs)
- 1998 American Lowlife

Kompilationen
- 2009 Legendary Classics Vol. 1

Singles
- 1994 Bloodshed Hua Hoo
- 1996 50.000 Headz
- 1997 Till My Heart Stops
- 1999 Stanley Kubrick
- 2001 Don’t Wanna Fuck With
- 2004 Lessons
- 2005 Chains
- 2007 Braindead
- 2020 Legendary Loser

Gastauftritte 
- 1996 Who’s Dat Guy mit Mobb Deep
- 1996 Smithhaven Mall auf Stretch Armstrongs Album Lesson 1
- 1996 50,000 Heads (Remix) mit Sadat X und Capitol Da Crime Lord
- 1997 Flipside auf Soundbombing Sampler
- 1998 4 Days in Cali
- 1998 Piece of Shit mit Tragedy Khadafi
- 2000 Break the Walls Down auf dem Album WWF Aggression
- 2000 Bottom Feeders mit Smut Peddlers
- 2000 Rap for Real mit Assassin
- 2001 September Rap produced mit DJ Quik
- 2002 Kill It mit Agallah, Channel Live & Craig G
- 2003 On the Block auf Soundbombing III
- 2004 King of the Underground auf Tony Hawks Underground
- 2005 Give It Up mit J-Live
- 2006 Pignose mit Matlock
- 2006 The Renaissance mit Black Market Militia
- 2006 Uncommon Valor: A Vietnam Story, auf Jedi Mind Tricks Album Servants in Heaven, Kings in Hell
- 2006 Supah auf Blazing Heat
- 2006 Renaissance mit Hell Razah, Tragedy Khadafi und Timbo King
- 2007 DBA mit Rugged Intellect
- 2007 Hold Fort auf dem Album Underclassic der Underclassmen (Kaotic Concrete, Trig, DJ A.L.K, Phil Pro)
- 2008 Raise Ya Hands Remix auf dem Album Hoffnung von Dra-Q feat. Pal One
- 2008 Hold Up auf dem Album Black Snow von Snowgoons
- 2010 Nosebleed auf dem Album Season of the Assassin von Vinnie Paz
- 2010 Three Greats mit Kool G Rap & Reef the Lost Cauze auf dem Album Fight Music von Reef the Lost Cauze
- 2011 Unsterblich mit Die Vamummtn auf dem Album Rap is ka Ponnyhof von Die Vamummtn
- 2013 In the Night mit Antihelden, JAW & Morlockk Dilemma auf dem Album Piratensender von Antihelden
- 2015 Siegelsbach auf dem Album Gebrüder Grimm von Snowgoons
- 2016 Wahre Liebe mit Kool Savas & Samy Deluxe auf dem Album Essahdamus von Kool Savas

## Filmografie
- 2008 Bad Biology R. A. ist Produzent und schrieb das Drehbuch zusammen mit Regisseur Frank Henenlotter